# Ошеров, Дуглас
Дуглас Дин Оше́ров (англ. Douglas Dean Osheroff; род. 1 августа 1945, Абердин, Вашингтон, США) — американский физик, лауреат Нобелевской премии по физике в 1996 г. (совместно с Дэвидом Ли и Робертом Ричардсоном) «за открытие сверхтекучести гелия-3». Открытие было сделано в 1971 году, когда Ошеров был аспирантом в Корнеллском университете.
Отец был из семьи еврейских иммигрантов из России; родители матери происходили из Словакии. Ошеров получил степень бакалавра в 1967 году в Калтехе. Степень доктора он получил в Корнеллском университете в 1973 году.
В 1972—1987 годах — в Лабораториях Белла (с 1981 года — глава отдела исследования твердого тела и низких температур). В 1972—1974 годах совместно с Д. Ли и Р. Ричардсоном открыл и исследовал явление сверхтекучести изотопа гелия-3. Работы по магнитным переходам в твердом гелии-3. Работы по низкотемпературным свойствам аморфных тел.
Профессор Стэнфордского университета с 1987 года. По состоянию на 2006 год преподавал в университете на отделениях физики и прикладной физики, которыми он руководил в 1991 − 1996 годах.
Ошеров принимал участие в комиссии по расследованию аварии космического челнока Колумбия, выполняя те же функции, что и Ричард Фейнман в комиссии по расследованию аварии Челленджера.
Он также является заядлым фотографом и знакомит студентов в Стэнфорде со средним форматом пленочной фотографии на семинаре для новичков под названием «Технические аспекты фотографии».